# دنیاگیری کووید-۱۹ در رومانی
دنیاگیری کووید-۱۹ در رومانی بخشی از دنیاگیری بیماری کروناویروس ۲۰۱۹ در جهان است. اولین مورد تأیید شده در رومانی در ۲۶ فوریه ۲۰۲۰ در شهر پریگوریا اعلام شد.